# Symphony I - Deep Dark Red
Symphony I - Deep Dark Red è il primo album della Funeral doom metal band belga Until Death Overtakes Me edito per la prima volta nel 2001, e poi rimasterizzato, in versione doppio cd, nel 2002 dalla Nulll Records.
Il disco è stato pubblicato con licenza creative commons (cc-by-nc-nd-3.0) ed è liberamente ascoltabile e scaricabile da internet.

## Tracce
1. Silent Dreams – 3:27
2. They Never Hope – 14:34
3. In the Light of Dying Summer – 9:26
4. Never Again – 14:39
5. Careless, Painless, Far Away – 11:07
6. Towards the Emptiness – 4:03

## Formazione
- Stijn Van Cauter - voce, chitarra, basso, tastiere, timpani e violino
- Elke De Smedt - chitarra e tastiere
- Jo Renette - chitarra, basso e tastiere
- Pamela Turrell - flauto